# Arhopala pangeran
Arhopala pangeran är en fjärilsart som beskrevs av Hans Fruhstorfer 1934. Arhopala pangeran ingår i släktet Arhopala och familjen juvelvingar. Inga underarter finns listade i Catalogue of Life.